# Paul Westermeier
Paul Westermeier, född 9 juli 1892 i Berlin, Kejsardömet Tyskland, död 17 oktober 1972 i Berlin, var en tysk skådespelare. Han medverkade i långt över 200 filmer och tilldelades hederspriset Filmband in Gold 1967.

## Filmografi, urval
- 1931 – Berlin-Alexanderplatz
- 1931 – Ett litet snedsprång
- 1932 – Bättre dag för dag
- 1932 – Vad ska jag säga min man?
- 1937 – Autobus S
- 1937 – Fridericus
- 1938 – Den röda orkidén
- 1938 – En förförare med otur
- 1938 – Flickan från i natt
- 1938 – Hon kommer inte till middagen
- 1938 – I hemligt uppdrag
- 1939 – Det hänger i luften
- 1941 – Fröken Casanova
- 1941 – Kärleksduellen
- 1942 – Diesel
- 1954 – Den store kirurgen
- 1955 – Djävulens general